# Басон
Басо́н (від фр. passement — «галун», «тасьма») — текстильні вироби, призначені для оздоблення: шнури, тасьма, китиці, бахрома тощо. Часто — візерункові плетені, іноді — з металевими нитками.
У Російській імперії басоном також називалась кольорова тасьма, що використовувалася для нашивання на погони унтер-офіцерів (у вигляді личок), на меблі та інше.